# Efeito adesão
Efeito adesão, efeito manada ou heurística de bandwagon, é um viés cognitivo no qual um indivíduo age de determinada forma ou toma uma certa decisão porque um grande número de pessoas assim o faz.

## Definição
Esta é uma heurística de aspecto social, definida como uma tendência de aceleração para que mais e mais pessoas adiram a um comportamento de membros de um grupo quando percebem que esse comportamento vai satisfazer seus interesses. Outra definição, segundo Colman (2003), é a difusão de um padrão de comportamento através de um grupo ou população. A probabilidade de qualquer indivíduo adotar um dado padrão aumenta com a proporção de pessoas que já o adotaram. Ocorre em situações nas quais as pessoas acreditam que seus interesses são atendidos ao aderirem a um movimento de moda. Um exemplo seria uma situação em que os soldados, durante uma revolução ou guerra civil, decidem desertar para a facção rebelde porque muitos outros já o fizeram.

## História - origem do termo
Bandwagon é um veículo que carrega a banda numa procissão de circo, normalmente vai à frente e suscita o apoio e a atenção dos populares.

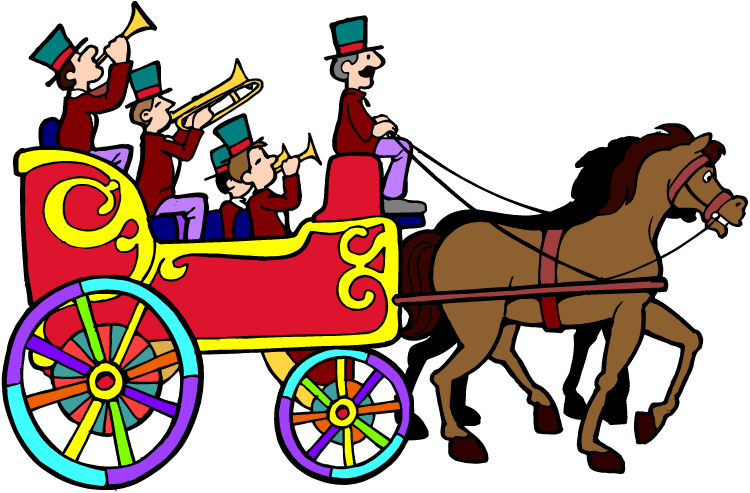
Bandwagon: o vagão da banda

No século XIX, nos Estados Unidos, um comediante chamado Dan Rice viajou pelo país para fazer campanha pelo Presidente Zachary Taylor. O bandwagon de Rice foi o centro das atenções da campanha, e ele dizia aos populares "jump on the bandwagon", no sentido de que apoiassem a eleição de Taylor. A campanha foi bem-sucedida.Taylor foi eleito, o que levou outros políticos a adotarem a estratégia das bandwagons, nas campanhas eleitorais que se seguiram.

## Ilustrações e implicações sociais
Existe ainda hoje, em inglês, a expressão "Jump on the bandwagon", que se refere ao fenômeno social de querer fazer parte da maioria, mesmo quando isso significa ir contra os próprios princípios. Em português, existem expressões equivalentes, como "entrar na onda" e ser "Maria vai com as outras", que têm o mesmo significado de fazer algo que os outros fazem só porque toda a gente faz.

### Na política
O eleitor, ao ver que o seu candidato preferido tem pouca probabilidade de ganhar, pode acabar escolhendo outro candidato, com maior probabilidade de vencer, para evitar a sensação de "voto inútil". Acompanhar pesquisas eleitorais pode fazer com que eleitores se deixem influenciar pela maioria.

### Na economia
Estudos da psicologia social e da economia comportamental indicam a influência do efeito adesão no comportamento do consumidor. As pessoas compram coisas de que nem gostam ou não precisam, apenas porque a maioria o faz, frequentemente devido a campanhas de comunicação e marketing. 

## Estudos
Muitos dos estudos sobre o viés de bandwagon exploram seus efeitos na política, em eleições. Marsh (1985) conduziu um estudo para perceber o efeito desse viés na opinião pública. Para isso, identificou, em primeiro lugar, quais eram as falhas dos estudos feitos até então sobre o assunto, tais como a quase exclusividade de pesquisas sobre eleições e a inexistência de estudos direcionados à opinião pública. Também verificou que a operacionalização da noção de bandwagon é estática, em vez de ser dinâmica, e que havia falta de controle das crenças prévias dos indivíduos em relação à opinião da maioria, que tentou colmatar. Chegou à conclusão de que a opinião das pessoas sobre a lei do aborto (tema escolhido para aferir as opiniões) é influenciada pela percepção que se tem da dinâmica da opinião pública sobre essa lei, e que as pessoas informadas de que a tendência está em uma direção permissiva, têm muito mais probabilidade de adotar visões permissivas, enquanto informações sobre opinião atual estática não tiveram efeito.
Estudos mais recentes exploraram outras temáticas. Fu e Sim demonstraram como esta heurística explica a elevada adesão a vídeos extremamente populares no YouTube, pois os vídeos que mostram contagens de visualizações mais altas em um determinado períodoconven atraem mais visualizações do que aqueles que exibem contagens inferiores (2011).
Grillo (2017) propõe dois modelos teóricos para explicar esta heurística pela aversão ao risco dos eleitores (concavidade da função de utilidade): o modelo teórico da decisão e um modelo teórico dos jogos. No modelo teórico da decisão, uma pessoa decide votar se o benefício relativo esperado da vitória do seu candidato preferido, subtraído pela probabilidade de ser fundamental, é maior que o custo de votar. No modelo teórico dos jogos, deve-se verificar se o resultado do modelo anterior pode ser preservado numa estrutura teórica do jogo. A estratégia do modelo teórico dos jogos é definida por um custo que torna a pessoa indiferente entre votar e abster-se: a pessoa vota se o seu custo de votação está abaixo do limite e abstém-se se estiver acima.
Outro estudo mostra o papel das emoções nesta heurística. Os participantes são expostos a pesquisas de votos e verifica-se que estas influenciam a escolha de voto dos eleitores durante uma campanha eleitoral. Tanto a ansiedade como o entusiasmo medeiam a relação entre a exposição à pesquisa e a escolha do voto (Stolwijk, Schuck, & De Vreese, 2017).